# Un dicționar român
Un dicționar român este o operă literară scrisă de Ion Luca Caragiale. 